# Браславский, Лев Исаакович
Лев Исаакович Браславский (род. 1927, Москва) — советско-американский архитектор, специалист по проектированию общественных зданий. Представитель советского архитектурного модернизма 1970-х годов.

## Биография
Лев Исаакович Браславский родился в Москве, в 1927 году. Окончил Московский архитектурный институт в 1951 году. Работал в Московском отделении ТЭП главным архитектором проекта до 1978 году. 
Иммигрировал в США в 1979 году. С 1980—1987 работал в различных частных компаниях проектируя общественные здания, в том числе нефтеперерабатывающий комплекс в Саудовской Аравии. В период с 1987 по 2004 годы работал в архитектурном отделе Портовом управлении Нью-Йорка и Нью-Джерси, размещавшемся на 73-м этаже Всемирного торгового центра.

## Основные работы
- Дворец культуры в украинском городе Зугрэс, Донецкая область (1958 год, соавтор Г. Гамбаров). Здание является архитектурно-историческим памятником города.
- Павильон Электрификации СССР на ВДНХ, Москва, 1967 год, удостоенный серебряной медали[1][2][3][4].
- Десятиэтажное здание инженерного корпуса института Теплоэлектропроект на Бакунинской улице в Москве.
- Центральное диспетчерское управление энергосистемами СССР в Москве (1967 год).
- Комплекс зданий Министерства энергетики в Китайгородском проезде в Москве (1976 год).
- Рижское объединённое диспетчерское управление энергосистемами Северо-Запада, Рига, Латвия (1978 год, соавтор М. Сефинер). Отмечено премией Совета Министров СССР[5].
- Проект санатория Министерства энергетики в Сочи, не был реализован строительством по экономическим причинам.
- Реконструкция и расширение аэропортов имени Кеннеди и Ла-Гуардия в Нью-Йорке, аэропорта Нюарк в штате Нью-Джерси, тоннелей Линкольна и Холланда, станции Pathtrain в Нью-Йорке и Нью-Джерси; восстановления подземного транспортного узла на Ground Zero на месте Всемирного торгового центра.

### Конкурсные проекты
- Проект Триумфальной Арки по случаю празднования трехсотлетия дружбы народов в Киеве (1954 г., соавтор Г. Гамбаров) был удостоен почётной грамотой. Арка не была построена по ряду идеологических причин.
- Проект Монумента в Кронштадте, 1956 г.
- Проект Типового клуба занял вторую премию.

## Награды
- Премия Совета Министров СССР